# 東白川村
東白川村（日语：／ Higashishirakawa mura */?）為岐阜縣加茂郡所轄的村。該村為白川茶的發源地。